# Голям смог в Лондон (1952)
Лондон е може би най-известният град в света с мъглите си. През 1952 г. от 5 до 9 декември той потъва в тъмнина вследствие на падналия смог, който днес се разглежда като най-лошия случай на замърсяване на въздуха в историята на Обединеното кралство. Тази катастрофа причинява смъртта на над 4 хил. души, както и в следващите месеци на още 8 хил. Лондонският смог от 1952 г. е разглеждан като един от най-важните епизоди в историята на замърсяването от гледна точка на влиянието му в изследването на околната среда, правителственото регулиране и информираността на обществото за връзката между качеството на атмосферния въздух и здравето на човека.
На 4 декември 1952 г. антициклон изцяло обхваща безветрения Лондон, причинявайки температурна инверсия с много студен застоял въздух, притиснат от слой топъл въздух. Заради студа обитателите на града се отопляват с въглища в по-големи количества, отколкото обикновено. По същото време се извършва процес на подмяна на градския електрически транспорт (трамваи) с автобуси с дизелов двигател. Последвалата мъгла, смесена с дим от комини, частици от превозни средства и други замърсители (най-вече серен диоксид) формират постоянен смог, покриващ столицата.
Първоначално реакцията на жителите на даден град е слаба, тъй като мъглата в Лондон е нещо обичайно. В следващите седмици обаче статистическите данни, събрани от здравните заведения на града, разкриват смъртоносен характер на бедствието – броят на смъртните случаи сред децата, възрастните и хората, страдащи от респираторни заболявания, е достигнал 4 хил. души. Още около 8 хил. души умират през следващите месеци.
Вследствие на шока, причинен от този жесток урок, хората са принудени да променят отношението си към замърсяването на въздуха. Бедствието ясно показва на хората по целия свят, че проблема представлява непосредствена заплаха за човешкия живот. Приемат се нови екологични стандарти, насочени към ограничаване използването на вредни горива в промишлеността. Въведени са редица закони, като Законът за опазване чистотата на атмосферния въздух в Лондон (актове от 1956 и 1968).